# Black Moon Pyramid
Black Moon Pyramid е петият студиен албум на германския китарист Аксел Руди Пел. Издаден е на 3 март 1996 г. от Steamhammer Records.

## Състав
- Джеф Скот Сото – вокал
- Аксел Руди Пел – китара
- Волкер Кравчак – бас
- Джули Грокс – клавишни
- Йорг Майкъл – барабани
- Пийви Вагнер – бас на Gettin' Dangerous